# Dalbyneder Sogn
Dalbyneder Sogn er et sogn i Randers Nordre Provsti (Århus Stift).
I 1800-tallet var Dalbyover Sogn anneks til Dalbyneder Sogn. Begge sogne hørte til Gjerlev Herred i Randers Amt. Dalbyneder-Dalbyover sognekommune blev ved kommunalreformen i 1970 indlemmet i Nørhald Kommune, som ved strukturreformen i 2007 indgik i Randers Kommune.
I Dalbyneder Sogn ligger Dalbyneder Kirke.
I sognet findes følgende autoriserede stednavne:
- Binderup (bebyggelse, ejerlav)
- Dalbyneder (bebyggelse, ejerlav)
- Dalbyneder Kær (bebyggelse)